# Добре Місто
Добре Місто (пол. Dobre Miasto, нім. Guttstadt) — місто в північно-східній Польщі, на річці Лина.
Належить до Ольштинського повіту Вармінсько-Мазурського воєводства.

## Демографія
Демографічна структура станом на 31 березня 2011 року:
|          | Загалом | Допрацездатний вік | Працездатний вік | Постпрацездатний вік |
| -------- | ------- | ------------------ | ---------------- | -------------------- |
| Чоловіки | 5143    | 1070               | 3586             | 487                  |
| Жінки    | 5587    | 910                | 3414             | 1263                 |
| Разом    | 10730   | 1980               | 7000             | 1750                 |